# Kabinett Held II
Das Kabinett Held II bildete vom 31. Juli 1928 bis 10. März 1933 die Landesregierung von Bayern.
Das Kabinett von Epp verdrängte die Regierung Held in den Tagen vom 7. März bis 27. März 1933 von der Macht. Die Reichstagswahl vom 5. März 1933 sah eine Mehrheit der NSDAP. In der Folge setzte Reichsinnenminister Frick am 9. März Franz von Epp zum Reichskommissar in Bayern ein („zur Erhaltung öffentlicher Sicherheit und Ordnung“). Epp proklamierte am 16. März, er habe nach dem „Rücktritt“ Helds nun mit seiner Kommissariatsregierung alle Regierungsmacht übernommen. Held erklärte am 27. März in der Schweiz die Zustimmung zu seiner Absetzung.

## Mitglieder
| Amt                       | Name                                           | Bild | Partei | Partei |
| ------------------------- | ---------------------------------------------- | ---- | ------ | ------ |
| Ministerpräsident         | Heinrich Held                                  |      |        | BVP    |
| Äußeres                   | Heinrich Held                                  |      |        | BVP    |
| Justiz                    | Franz Gürtner bis 6. Juni 1932                 |      |        | BMP    |
| Justiz                    | Heinrich Spangenberger                         |      |        | BMP    |
| Inneres                   | Karl Stützel                                   |      |        | BVP    |
| Kultus                    | Franz Xaver Goldenberger                       |      |        | BVP    |
| Finanzen                  | Hans Schmelzle bis 20. August 1930             |      |        | BVP    |
| Finanzen                  | Karl Ritter von Deybeck bis 16. September 1931 |      |        | BVP    |
| Finanzen                  | Fritz Schäffer                                 |      |        | BVP    |
| Landwirtschaft und Arbeit | Anton Fehr                                     |      |        | BB     |
| Landwirtschaft und Arbeit | Karl Stützel ab 25. Juli 1930                  |      |        | BVP    |